# إمبالي
إمبالي هي قرية تقع في محافظة كوازولو ناتال في جنوب إفريقيا، وتبعد 15 كيلومترا عن مدينة بيترماريتزبرغ.
تشتهر البلدة بماراثون يوم مانديلا السنوي الذي يبدأ من إمبالي، وينتهي في موقع القبض على نيلسون مانديلا في هويك.